# Henry Guy
Pour les articles homonymes, voir Guy.
Henry Guy est un homme politique français né le 23 janvier 1868 à Avondale (Ohio, États-Unis) et mort le 27 mars 1932 à Saint-Loup-sur-Semouse (Haute-Saône).

## Biographie
Propriétaire d'une fabrique de meubles à Saint-Loup-sur-Semouse, il est conseiller municipal en 1902, puis maire de Saint-Loup-sur-Semouse. Conseiller d'arrondissement en 1907, conseiller général en 1918 et député de la Haute-Saône de 1928 à 1932, inscrit au groupe radical. Il est aussi président de la chambre de Commerce de Lure et président du syndicat des fabricants de meubles de France.

## Sources
- « Henry Guy », dans le Dictionnaire des parlementaires français (1889-1940), sous la direction de Jean Jolly, PUF, 1960 [détail de l’édition]